# Monte Oggioli
Il monte Óggioli è un monte dell'alto Appennino tosco-emiliano, situato nei pressi del Passo della Raticosa, in provincia di Firenze.
La sua posizione è la più occidentale dell'intero complesso del Passo della Raticosa, ed è separata dalle altre montagne (tra cui il monte Canda) dal valico stesso.
Il monte Oggioli è una montagna alta per la zona in cui si trova: la sua vetta tocca infatti i 1290 m di altitudine. 
Dal suo versante nord orientale, che si affaccia sulla provincia di Bologna, ha origine il ramo principale del torrente Idice, uno tra i principali affluenti del fiume Reno.

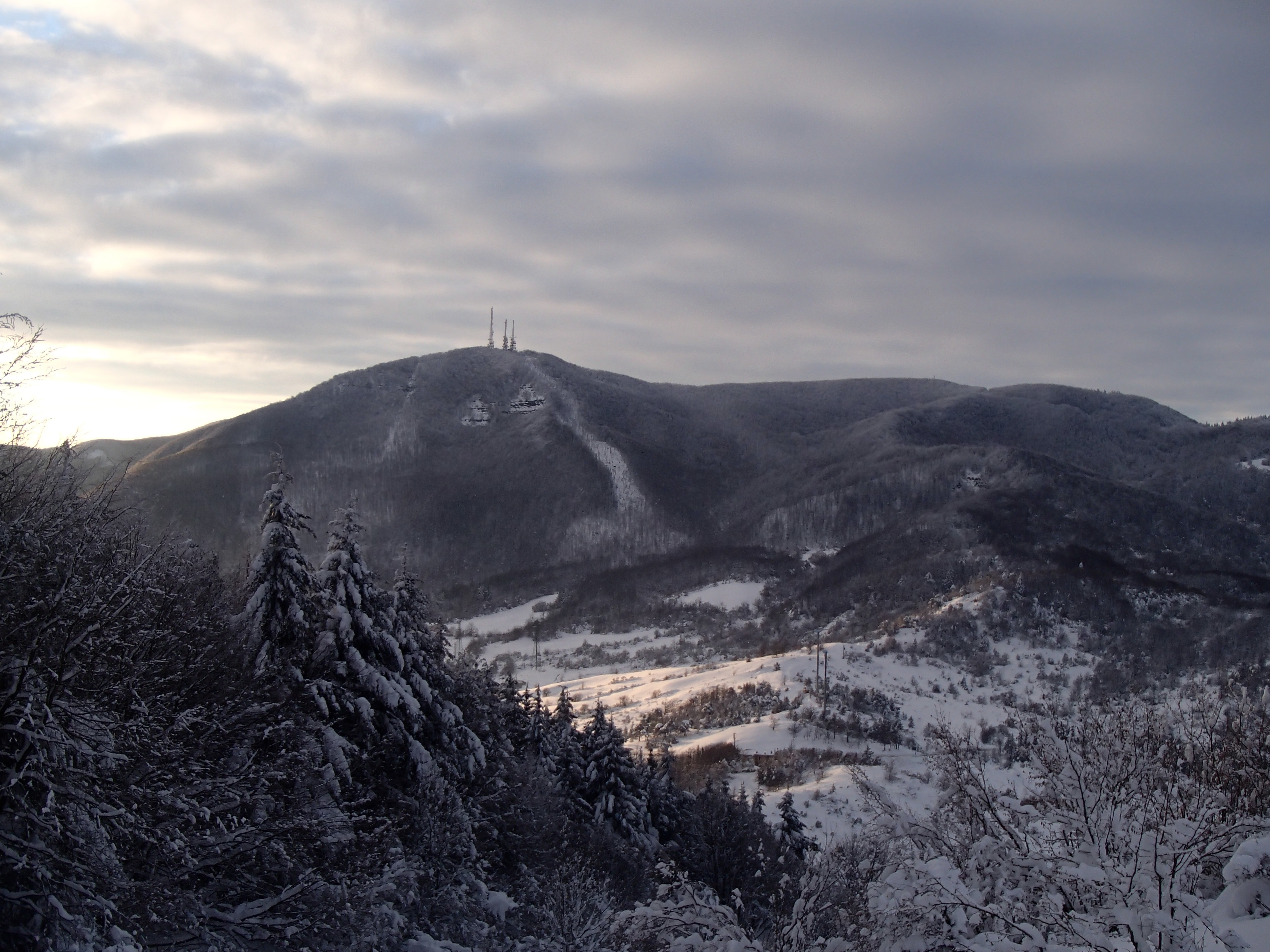
Monte Oggioli innevato